# Zielona Góra (Wyżyna Częstochowska)
Zielona Góra (343 m n.p.m.) – wzgórze w miejscowości Kusięta w województwie śląskim, w powiecie częstochowskim, w gminie Olsztyn. Jest jednym z wzgórz Wyżyny Mirowsko-Olsztyńskiej będącej częścią Jury Krakowsko-Częstochowskiej. 
Zielona Góra jest całkowicie porośnięta lasem. Na większej części jej powierzchni utworzono rezerwat przyrody Zielona Góra. W jego obrębie znajduje się Jaskinia w Zielonej Górze, Schronisko pod szczytem Zielonej Góry, oraz wiele wapiennych skał. Skały Kowadło, Płetwa i Zielona Góra są obiektem wspinaczki skalnej.
Przez Zieloną Górę biegnie czerwono znakowany szlak turystyczny (Szlak Orlich Gniazd).

## Szlak turystyczny
odcinek: Kusięta – rezerwat przyrody Zielona Góra – Częstochowa